# أرتلاند دراغونز
أرتلاند دراغونز (بالإنجليزية: Artland Dragons)‏ هو فريق كرة سلة ألماني تأسس في 1955. يلعب في الدوري الألماني لكرة السلة.

## وصلات خارجية
- الموقع الإلكتروني